# カスタフィオーレ夫人の宝石
カスタフィオーレ夫人の宝石（カスタフィオーレふじんのほうせき、The Castafiore Emerald）は、ベルギーの漫画家エルジェによるシリーズ『タンタンの冒険』の第21作目である。 1961年7月から翌年9月まで「タンタンマガジン」に毎週連載された。
本作は、オペラ歌手のビアンカ・カスタフィオーレがムーランサール城を訪問した際に持っていたエメラルドが盗まれる事件を描いている。